# Балябин, Григорий Степанович
Григорий Степанович Балябин (1907, деревня Гридино, Владимирская губерния, Российская империя — 1979, Москва, СССР) — особоуполномоченный НКВД СССР, полковник (1943).

## Биография
Русский, в ВКП(б) с октября 1929 (член ВЛКСМ в 1923—1937). Обучался в Правовой академии в Москве с января 1935 по апрель 1938.
Батрак в сельской общине деревни Третьяково, деревни Гридино, деревни Ширяиха Шуйского уезда с мая 1915 по сентябрь 1922. Рядовой ЧОН в Тейковском уезде с сентября 1922 до декабря 1923. Рабочий Нерльского еврейского потребительского общества в Тейковском уезде с января 1924 по май 1925. Секретарь волостной милиции посёлка Нерль Тейковского уезда с мая 1925 по июнь 1926. Милиционер УГРО Тейковского уезда с июня 1926 по декабрь 1927. Секретарь Нерльского волостного комитета ВЛКСМ с января 1928 по февраль 1929. Ответственный секретарь Пуческого районного комитета ВЛКСМ с февраля 1929 по июнь 1930. Старший судья Кинешемского народного суда с июня 1930 по февраль 1932. Председатель Кинешемского райколхозсоюза с февраля 1932 по февраль 1933. Старший народный судья Юрьев-Польского народного суда с февраля 1933 по сентябрь 1935. Член Верховного суда РСФСР с апреля по декабрь 1938.
В органах НКВД—НКГБ—МГБ—КГБ: особоуполномоченный НКВД СССР с 7 по 20 декабря 1938, затем заместитель особоуполномоченного НКВД СССР с 20 декабря 1938 по февраль 1941. Заместитель начальника Особой инспекции отдела кадров НКВД-НКГБ—МГБ СССР с 1941 по май 1 ноября 1950. Заместитель начальника УМГБ Тамбовской области с 25 апреля 1951 по март 1952. Заместитель начальника УМВД Тамбовской области с 18 июля 1953 по апрель 1954. Заместитель начальника УКГБ Тамбовской области с мая по август 1954. Уполномоченный УКГБ Тамбовской области в Мичуринске с августа 1954 по июнь 1960.
Пенсионер с июня 1960, проживал в Тамбове с 1960 по 1961, затем в Москве. Умер в феврале 1979.

### Звания
- лейтенант ГБ, 02.12.1938;
- капитан ГБ, 28.12.1938;
- майор ГБ, 13.08.1941;
- полковник ГБ, 14.02.1943.

### Награды
- знак «Заслуженный работник НКВД», 04.02.1942;
- орден Красной Звезды, 20.09.1943;
- медаль.